# Jönköpings privilegiebrev

Jönköpings första privilegiebrev från 1284.

Jönköpings privilegiebrev var en serie privilegiebrev som utfärdades av Magnus Ladulås på Alsnö och försågs med hans namn och sigill, det första av dem 18 maj 1284. Det första privilegiebrevet är det äldsta svenska bevarade privilegiebrevet, och kanske världens äldsta. I breven klargörs det att Jönköping får hålla marknad två gånger om året, och Jönköpings borgare får monopol på handel i staden.
Genom dessa privilegiebrev blev Jönköping en av Sveriges första städer. I dag bevaras det i landsarkivet i Vadstena.

## Beskrivning av privilegiebreven
Det första privilegiebrevet är det äldsta svenska bevarade privilegiebrevet, och kanske världens äldsta. Brevet gav invånarna i Jönköping rätten att hålla två marknader om året, på den helige Antonius och Franciskus av Assisis festdagar 17 januari respektive 4 oktober. Anledningen till Franciskus dag är sannolikt att ett gråbrödrakloster, Jönköpings kloster, sannolikt just hade etablerats i staden. I privilegiebrevet omnämns de "trogna stadsinnevånarna i Jönköping", vilket antyder att Jönköping redan då ansågs vara en stad.
I det andra brevet stadgas "att ingen köpare i Småland skall bo på bygden utan endast i torgstaden", och därtill att "ingen skall djärvas köpa eller någon annan handel bedriva utom i torgstaden". Ordalydelsen är det första exemplet i Sverige på att kungamakten försöker förbjuda landsköp och göra handel till ett monopol för stadens borgerskap. Urkunden innebar också att främmande köpmän inte fick bedriva handel i Jönköping utan medgivande från borgarna, vilket var i likhet med gällande regler i många andra europeiska städer vid den här tiden.
1288 utfärdar Magnus Ladulås ett tredje kungabrev, som ger Jönköpings borgare ytterligare förmåner, bland annat att utse ett råd med tolv rådmän som styr staden. Detta råd blir även stadens domstol. Detta brevet innebär i sin tur att rådsinstitutionen, som hämtas från Tyskland, för första gången introducerades i Sverige. I kungabrevet fick Jönköpingsborna även rätt att hålla en veckovis marknad, en torgdag, vilket fortfarande finns i Jönköping och som obrutet har bedrivits sedan Magnus Ladulås privilegiebrev från 1288.

## Brevets placering
Från 1284 och under 737 år framåt bevarade privilegiebrevet, tillsammans med fyra andra privilegiebrev, i Jönköping. Det rörde sig utöver 1284 års privilegiebrev om Hertig Karls privilegiebrev från 1596, som avser Jönköping, Gustav II Adolfs privilegiebrev från 1620, som också avser Jönköping, samt Gränna stads fundationsbrev från 1652 och Karl XI:s privilegiebrev från 1693 som båda avser Gränna.
I februari 2019 inledde Riksarkivet i Sverige dock en process för att få de fem privilegiebreven, inklusive Jönköpings privilegiebrev, till Landsarkivet i Vadstena, utifrån ståndpunkten att de egentligen är statliga handlingar. Riksarkivet refererar till en lag från 1902, där landsarkiven i Sverige fick i uppdrag att ta emot alla arkivhandlingar från kommunala arkiv samt stads- och kyrkoarkiv. I den leveransplikt som infördes räknades alla handlingar som tillkommit 1801 eller tidigare. Efter denna lag har Riksarkivet vid några tillfällen givit dispens till Jönköping för att behålla privilegiebreven, men staden eller kommunen, har enligt Riksarkivet, aldrig ägt dem.
Riksarkivet menade vidare att man bara hade lånat ut breven till staden, men att man vid det tillfället hade ändrat i sina utlåningsregler. Jönköpings kommun var av annan åsikt, och i mars 2020 avgjordes frågan i Stockholms tingsrätt. 15 mars 2020 gav tingsrätten Riksarkivet rätt, vilket innebär att privilegiebreven fick överlämnas till Riksarkivet, efter 737 år i Jönköping.
Ett av de viktiga argumenten för att överföra breven till landsarkivet i Vadstena är att man ska kunna studera alla typer av handlingar från samma verksamhet som en helhet, vilket är svårare när de är geografiskt utspridda. Anders Dybelius, lektor i historia på Högskolan för lärande och kommunikation i Jönköping, menar i stället att domen riskerar att få negativ inverkan på lokalhistoriska värden och olika områdens kulturella identitet.